# Musique bouddhique
 (mars 2025).
La musique bouddhique est la musique utilisée lors des rituels bouddhiques. Elle comprend divers aspects en vertu de la multiplicité culturelle et philosophique des variantes du bouddhisme. Elle se manifeste essentiellement sous la forme de récitations de sûtras ou de chants (mantra consistant fréquemment en la répétition du nom d'un bouddha ou du seul titre d’un sūtra, psalmodie, chant de gorge, etc.). Un accompagnement percussif n'est pas rare, de même que l'usage, entre autres, de trompe ou de hautbois. Il a pu toutefois exister une certaine méfiance vis-à-vis de la musique car dans le Gītassara Sutta, le Bouddha enseigna :
« Bhikkhus, il y a cinq dangers à réciter le Dharma avec une intonation musicale. Lesquels ? Les uns s'attachent au son, d’autres à l'écoute du son tandis que d'autres sont agacés disant : “Tout comme nous chantons, ces fils du Sakyan chantent”, la concentration de ceux qui n'aiment pas ce son est détruite, et les générations suivantes les copient ».

## Theravada

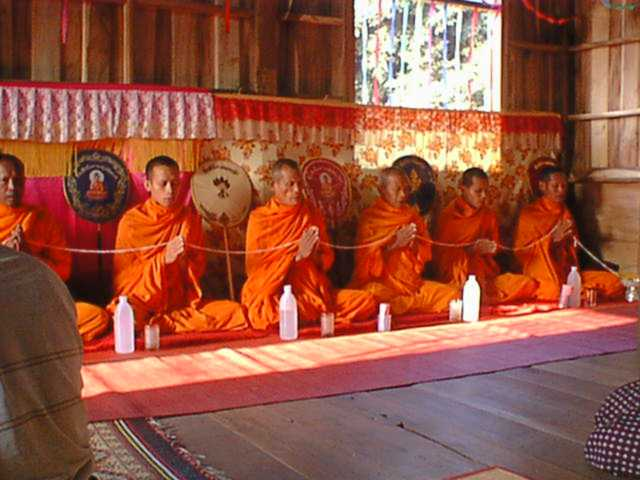
Moines thaïs récitant les sûtras.

Dans les pays de tradition Theravada (Sri Lanka, Thaïlande, Cambodge, Myanmar, Laos), les textes sacrés en pali (faisant partie du Canon pali) forment un répertoire universel. Les plus prisés sont : 
- Bouddha bhivadana (« Révérence au Bouddha»)[3]
- Tisarana (« Les trois joyaux »)[4]
- Pancasila (« Les cinq préceptes »)[5]
- Gautama Bouddha vandana (« Salutation au Bouddha »)[6]
- Dharma vandana (« Salutation à son enseignement »)[7]
- Sangha vandana (« Salutation à la communauté des nobles disciples) »[8]
- Upajjhatthana (« Les cinq remémorations » mentionnées dans l'Upajjhatthana Sutta (en)
- Mettā bhāvanā (« Discours sur l'amour universel »)[9]

Le Sri Lanka a par ailleurs une tradition percussive bouddhique interprétée par un ensemble appelé Hêvesi ou Sinhârakkâra. Il joue à l'occasion des célébrations. La formation comprend un hautbois et deux tambours et joue autant dans les temples qu'à l'extérieur, lors de processions notamment. L'ensemble Kavikâra est depuis 1815 consacré aux rituels bouddhiques, notamment lors de l'exposition de reliques. Composé de chanteurs qui au besoin remplacent les paroles sacrées par des non-sens, ou distordent leurs voix pour garder cette production musicale secrète, cet ensemble joue en même temps que le précédent, dans son ombre, et il est formé de percussionnistes héréditaires jouant de deux tambours, de cymbales et de clochettes.

## Mahayana
Dans le Mahayana, en Asie (Inde, Chine, Corée, Japon, Tibet, Bhoutan, Népal et Mongolie) ou, depuis quelques décennies, en Occident, il existe diverses écoles. Ainsi dans les pays de la Terre pure, le chant nianfo, Namu Amida Butsu ou Namo Amituofo (« Hommage au Bouddha Amitabha ») est psalmodié ; dans des occasions plus formelles, des extraits voire la totalité du Sūtra d'Amitābha peuvent être chantés. Ailleurs, ce peut être, entre autres, le Daimoku du Sūtra du Lotus.

### Chine
Le fanbai est le chant liturgique bouddhiste apparu au IVe siècle et psalmodié en sanskrit par les prêtres chinois à différents moments de la journée. Depuis le XVe siècle, il est parfois accompagné de percussions et est à l'origine du shōmyō japonais.

### Tibet

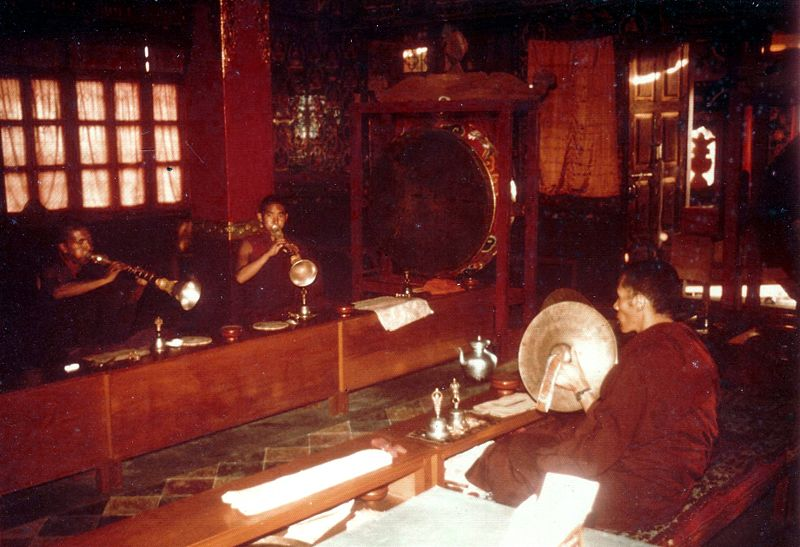
Moines tibétains.

Au Tibet, les chants liturgiques  sous forme de chant de gorge, peuvent être dédiés à la méditation, ou à des cérémonies publiques. Ils sont antiphonaux, alternant les chœurs et les parties instrumentales. Les paroles sont issues du texte sacré bKa'-'gyu (« recueil des paroles du Bouddha »). Il existe une sorte de partition (dbyangs-yig) pour son exécution. Ces chants ont vraisemblablement une origine indienne (certains étant écrits en sanskrit), et usent parfois d'un bourdon. Il y a trois sortes de chants :
- yang, récitatif non mesuré
- gdang, hymne choral à l'unisson, au tempo lent et à la rythmique ornementée servant de support méditatif et à l'exorcisme.
- dbyangs ("voyelle"), chant guttural basse correspondant à un chant harmonique (voire diphonique, à la dixième harmonique) nommé aussi "voix de dzo" (du nom d'une variété de yack), notamment au sein de certains monastères de l'ordre dGe-lugs-pa. Ils sont accompagnés par des instruments à vent et à percussion, très sonores, souvent joués en paires.

Dans la tradition Vajrayana, on chante Om Mani Padme Hum pour amener la concentration et la paix.
En Inde (Ladakh et Sikkim), au Népal et au Bhoutan, il y a des poches de musique tibétaine bouddhique.

### Corée

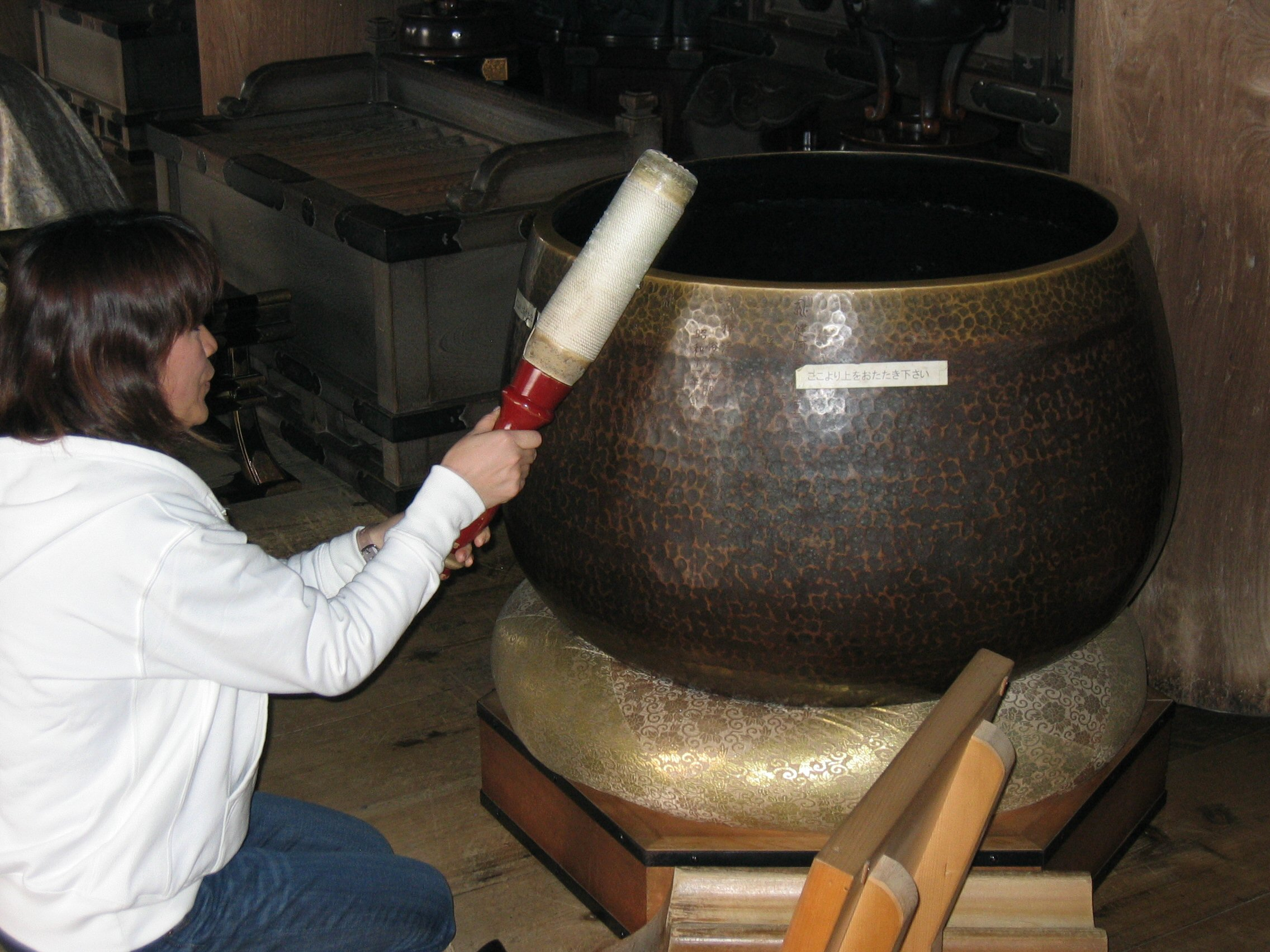
Rin japonais.

Il existe trois types de chants bouddhiques : le sûtra, invocation syllabique accompagnée seulement du gong de bois (mokt'ak). Le pomp'ae, d'origine chinoise, exécuté sur un rythme libre très lent et scindé en : hossori pomp'ae (responsorial) et chissori pomp'ae (homophonique plus long et plus orné). C'est le chant le plus important du rite bouddhique coréen. Le hwach'ong, qui s'inspire du folklore et qui est chanté par un soliste jouant d'un gong et  accompagné d'un tambour (puk).
On trouve aussi des danses rituelles bouddhiques (chakpop), accompagnées d'un orchestre d'aérophones et de percussions.

### Japon

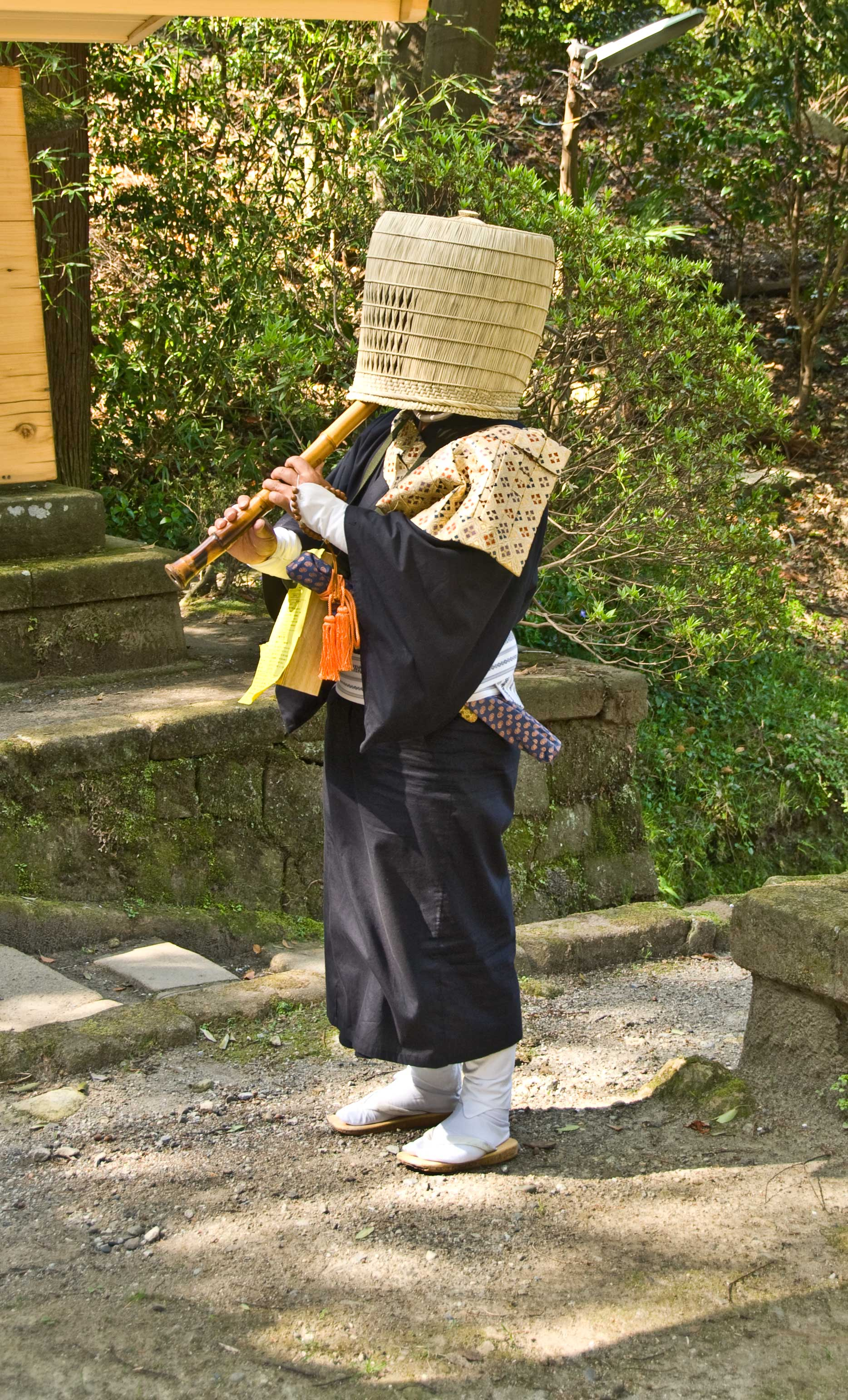
Komuso japonais.

Le shomyo (声明) est un chant bouddhique japonais des écoles Tendai et Shingon apparu au Ve siècle. Il se décline en deux formes et trois langues[Lesquelles ?], dont le sanskrit : ryokyoku, genre difficile ; rikkyoku, plus facile.
L'école de Nichiren utilise le titre du Sūtra du lotus : Nam myoho renge kyo («Hommage au sûtra du lotus de la Loi merveilleuse») ou Daimoku. Le mantra du Hridaya sūtra, sūtra du Cœur, s’appuie sur la Prajñāpāramitā ; celui du Diamant est aussi souvent récité par les membres de Sin Don.
Bien plus tardivement apparu (XIIIe siècle), le honkyoku est un répertoire pour la flûte shakuhachi jouée par les moines zen itinérants appelés komusō. Au XVIIIe siècle, Kinko Kurosawa de l'école Fuke-shū collecta 36 pièces en formant le Kinko-Ryu Honkyoku.
Il existe enfin dans le Zen, une tradition de poésies chantées, shigin (詩吟), récitées à l'occasion de cérémonies.

## Viet Nam
Syncrétisme de Theravada et de Mahayana, le bouddhisme vietnamien a une musique vocale très riche née au XIXe siècle, qui a bénéficié de l'influence de la musique de Cour. On distingue trois traditions réservées aux rituels : celle du Nord, celle du Centre et celle du Sud. La tradition du Centre présente trois styles de prière : la psalmodie tùng, le cantique de louanges tæn, la sollicitation th‹nh ; un ensemble instrumental les accompagne, notamment lors de la cérémonie Khai Kinh (« ouverture des textes sacrés »)

## Interprètes contemporains
Parmi les artistes qui interprètent aujourd'hui de la musique bouddhique, on peut mentionner la compositrice et chanteuse Imee Ooi, d'origine sino-malaisienne.

## Sources et liens externes
- Musique bouddhique vietnamienne
- Musique bouddhique coréenne
- Musique bouddhique tibétaine, Archives sonores du CNRS-Musée de l'homme